# Ilinka (Kémerovo)
|  | Per a altres significats, vegeu «Ilinka». |

Ilinka (en rus: Ильинка) és un poble (un possiólok) de l'óblast de Kémerovo, a Rússia, que en el cens del 2010 tenia 45 habitants, pertany al districte de Mejdurétxensk.